# Округ Медисон (Небраска)
Округ Медисон (енгл. Madison County) је округ у америчкој савезној држави Небраска.

## Демографија
По попису из 2010. године број становника је 34.876, што је 350 (-1,0%) становника мање него 2000. године.
| Група             | 2000.          | 2010.          |
| Белци             | 31.122 (88,3%) | 29.062 (83,3%) |
| Афроамериканци    | 330 (0,9%)     | 444 (1,3%)     |
| Азијати           | 142 (0,4%)     | 167 (0,5%)     |
| Хиспаноамериканци | 3.042 (8,6%)   | 4.504 (12,9%)  |
| Укупно            | 35.226         | 34.876         |